# بنك أف أيرلاندا

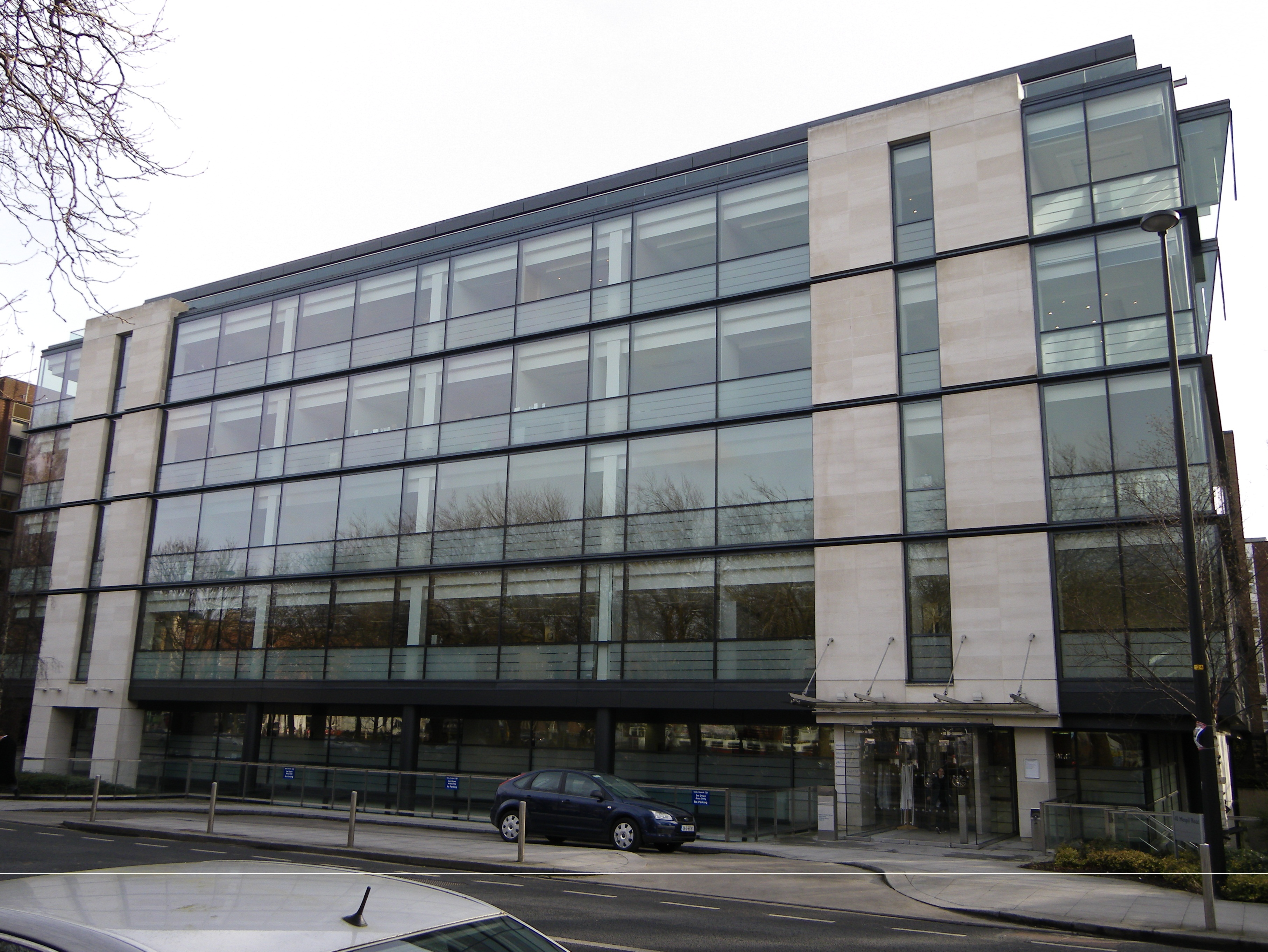
مقر جديد في شارع 40 Mespil ، دبلن 4

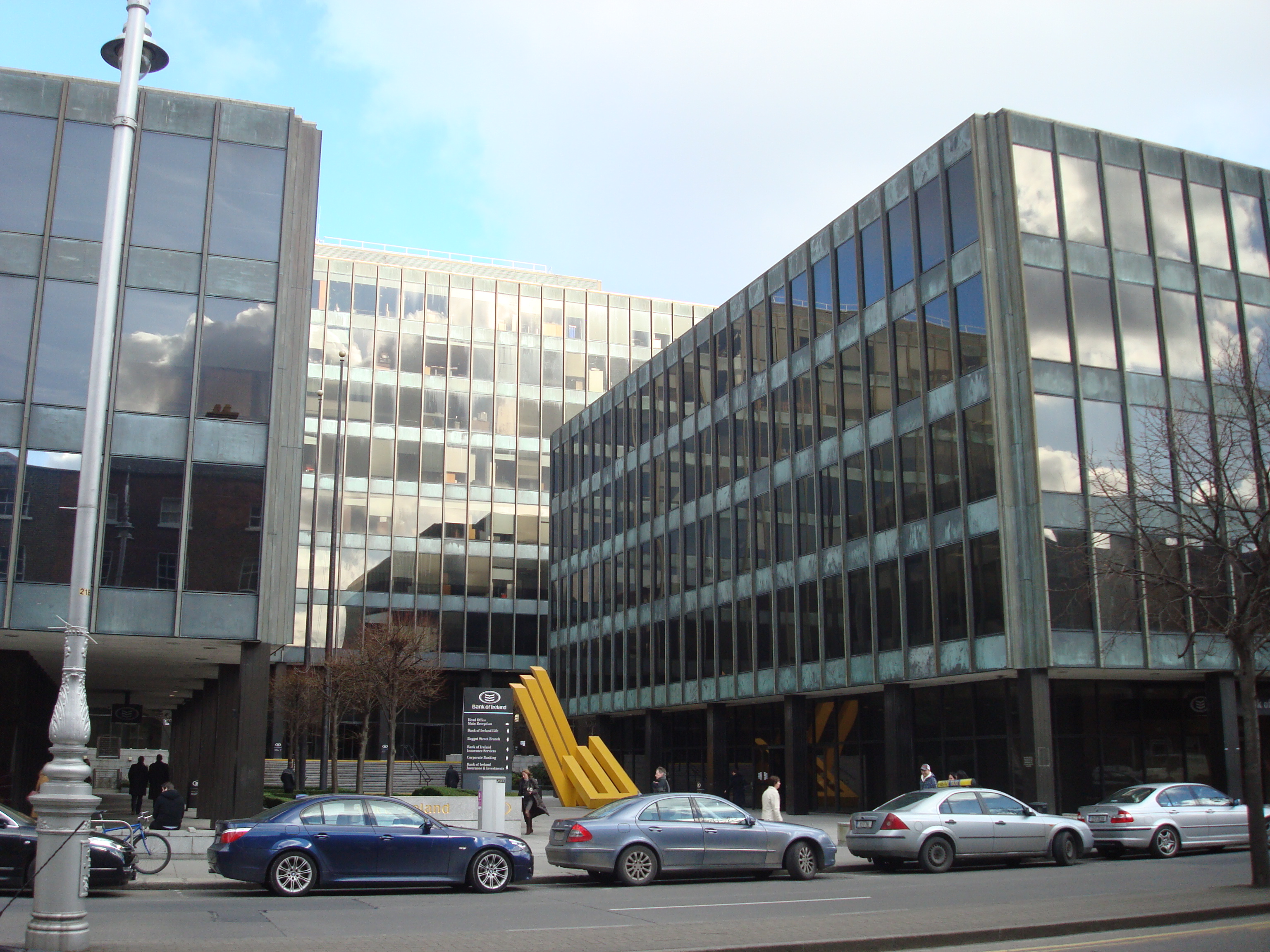
المقر السابق في شارع باغوت السفلى حتى عام 2010

بنك أف ايرلاندا هي عبارة عن بنك تجاري في أيرلندا وواحد من البنوك الأربعة الكبرى التقليدية الأيرلندية. يعتبر البنك، تاريخيا المؤسسة المصرفية الرائدة في أيرلندا، يحتل مكانة فريدة في تاريخ البنوك الإيرلندية. في قلب المجموعة الحديثة، يوجد بنك أيرلندا القديم، المؤسسة القديمة التي أنشأها رويال تشارتر في عام 1783.